# 魔法戦隊マジレンジャー
『魔法戦隊マジレンジャー』（まほうせんたいマジレンジャー）は、2005年2月13日から2006年2月12日まで、テレビ朝日系列で毎週日曜7:30 - 8:00（JST）に全49話が放送された、東映制作の特撮テレビドラマ、および作中で主人公たちが変身するヒーローの名称。

## 概要
モチーフは「魔法」であり、副題の『Divine! Adventurous! Courageous! It's just Magic.』（神秘！冒険！勇気！それは魔法）に示されるように、人間の勇気が魔法をもたらすというテーマのもとで物語が展開される。変身アイテムは携帯電話から変形する「魔法のステッキ」、スーツの衣装にはマントが採用され、『アラジンと魔法のランプ』や『かえるの王さま』など、魔法が登場する童話を下敷きにした話も存在する。東映チーフプロデューサーの塚田英明は、前作『特捜戦隊デカレンジャー』がハードSF路線であったことから本作品はファンタジー路線とし、ハリー・ポッターシリーズやロード・オブ・ザ・リングシリーズなどの西洋ファンタジーを意識したことを述べている。
本作品は、シリーズ3作目となる「5人兄妹戦隊」である。レッドが長兄であった過去の2作品に対し、本作品では初めてレッドを末っ子に設定しており、設定上の年齢、演じる橋本淳の年齢、シリーズ最年少のレッドであった。また、過去の兄妹戦隊と違って兄妹の父と母も準レギュラーメンバーとして変身を行い、追加メンバーが物語終盤で兄妹の1人と結婚するなど、最終的には8人のメンバーによる「家族戦隊」が描かれた。この設定について東映のプロデューサー・塚田英明は、「5人の強い絆を描いた作品にしようという意図があり、それゆえ5人兄妹の設定を与えた」と語っている。また、「魔法」という架空の定義しづらいあやふやなものに対し、普遍的な家族や兄弟の絆をあえて取り入れたとも述べている。メインライターの前川淳は兄弟の結びつきを重視し、ストーリーでは兄弟を2人ずつの関わりを描くことでより兄弟らしさを出すことを意識している。
戦隊シリーズ定番の巨大ロボに当たる存在・マジマジンは、5人自身が魔法で変身した巨大戦士となっており、変身後のマジレンジャーを演じるスーツアクターたちが、巨大化後もそれぞれ対応するマジマジンを演じている。マジマジンは個々のサイズ設定が極端に異なり、最大のマジタウロスは最小のマジフェアリーの2倍以上の大きさを持つため、着ぐるみが同時に登場する際は合成やCG処理を用いた。また、敵勢力にも準レギュラー登場の合体ロボ・ウルカイザーが配備されており、敵勢力のロボとしてはシリーズで初めて商品化された。
ストーリーは、前作が一話完結形式であったのに対し、本作品では物語の縦軸を重視しており、敵側が段階的に変化していくことも特徴である。本作品は3部作であることが企画書にも記されており、ストーリーをStage.1 - 18までが第1部、Stage.19 - 34までが第2部、Stage.35 - Final Stage（最終回）までが第3部としている。
アクション面では、ワイヤーアクションを多用した「サーカスアクション」を番組のセールスポイントの1つとしている。
オープニング映像の一部はニュージーランドで撮影されており、これがシリーズとしては初の海外ロケとなった。ニュージーランドでは『パワーレンジャー』シリーズの撮影が行われており、プロデューサーの塚田英明がパワーレンジャーシリーズの製作総指揮である坂本浩一にコラボレーションを持ちかけたことから実現した。パイロット監督の渡辺勝也と撮影の松村文雄がニュージーランドに渡り、現地のパワーレンジャーシリーズのスタッフとともに撮影に臨んだ。

## あらすじ
とある街の古風な一軒家に住む小津家。家の主である小津深雪は、自身の子供たちで上から長男の蒔人、長女の芳香、次女の麗、次男の翼、三男の魁の5兄弟とごく普通の暮らしを営んでいた。
しかしある日曜日の朝、一家の前に光の魔法陣が出現。そこから醜悪な化け物が飛び出て子供たちは動揺する。しかし母の深雪だけは奇妙な形の携帯電話を用いて天使を思わせる白い姿に変身し、化け物を倒す。あっけに取られる子供たちを他所に家路につく母。当然ながら質問攻めにあうが、紅茶を飲みながら母は平然と答える。
先ほど倒した化け物は、かつて地上侵略を企み、天空聖者たちによって封印された地底冥府インフェルシアの冥獣であること。自分は復活したインフェルシアと戦うため、天空聖者から魔法を授かった魔法使いマジマザーであること。さらに魁が赤ん坊のころに「冒険家で山で遭難した」父親こそが天空聖者であること。これらの真実を告げ、蒔人、芳香、麗、翼の4人に魔法戦隊マジレンジャーとなって戦うよう魔法ケータイ・マージフォンを与えるが、魁だけは年若すぎること、さらに「勇気と無茶は違う」という理由でマージフォンが与えられなかった。しかし彼はマージフォンを自身の勇気で作り出し、正式にマジレンジャーの一員となった。
そんな中、突如現れたインフェルシアの魔法使い「魔導騎士ウルザード」が魁たちに襲いかかる。深雪は子供たちを守るため単身戦うも、ウルザードの前に敗れ、消滅してしまう。
インフェルシアから世界を守る運命を背負わされた5兄弟の戦いは、こうして幕を上げるのだった。

## 作品詳細

### 設定

#### 地上界
人間たちが暮らす地上の世界。この物語の主な舞台でもある。
小津家
閑静な住宅地に建っている2階建ての家。近くにチネチッタ商店街がある。
- 魔法部屋が本作品のパーマネントセットとなっており、その他の箇所はロケセットが用いられている。

魔法部屋
小津家の隠し部屋。魔法のホウキや魔法の本が収められた本棚、さらにはマンドラ坊やなど、魔法関連物が多数残されていた、マジレンジャーの活動拠点となる部屋。
内装は古典的な西洋風となっており、オーク調の木材、西洋風の土壁、ステンドグラスなどが用いられている。
メメの鏡
魔法部屋にある鏡。外で起こっているインフェルシア関連の事件を映し出す。街で噂されている「魔法110番」は、怪事件に遭った時、「有明の月（朝になっても出ている月）に向かって、手のひらに「M」の字を3回書いて、「マジカ・マジカ・マジカ」と唱えると、魔法使いが助けてくれる」というもので、その中からインフェルシアが関わっている悪事だけが、この鏡に映し出される。
教えテルミー
マージフォンでも感知できない冥獣を探し出す探査機械。240年ほど使われていなかったが、性能は抜群。マージフォンで冥獣反応を感知できないスケルトンを捜すために使用。その後も使用されている。

#### 天空聖界マジトピア
伝説の五色の魔法使いによって築かれた、地上よりもはるか上空の雲の上に築かれた無数のエレメントが浮島のように集まって形成されている天上の楽園。地上の魔法使いの魔力の源となる「天空聖者」が住み、全世界の魔法使いを統治する。形状としては無数の雲島で構成されており、中心部に天空大聖者マジエルの神殿が存在する。
本来は人間が足を踏み入れてはならない場所である。さらに、マジトピアには「魔法使いということを人間に知られてはいけない」という"掟"がある。
天空聖者
マジトピアに住む、聖なる魔法の力を持った聖者。創世記に最初の天空聖者「原始の天空聖者」が誕生して以降、魔法を借り受けた人間が一定以上の魔力を高めた際に何らかの肉体変化が現れ、天空聖者第1世代として転身し今代に至り、天空大聖者マジエルの下に、炎・雷・水・風・大地の五つのエレメントの天空聖者五人が“5聖者守護隊”として君臨している。実年齢と外見年齢は比例しないのが特徴。天空聖者の間では敬語を使う習慣はあっても名前に敬称を付ける習慣はない。
天空聖者と地上人の姿を使い分けるが、そのどちらも本体。自身の魔法力による防護壁を身にまとう地上人の変身と異なり、天空聖者の変身は魔法の武具を身に付けた姿を示し、攻撃力、防御力、魔法力を上げることができる。天空聖者は名前に己のエレメントを捩った名前が付けられる。
15年前の地底世界インフェルシアとの戦いにて当時の5聖者守護隊の活躍により勝利するものの、ライジェルの裏切りによってン・マの完全封印にはいたれず、監視を続けていた。
- 企画段階では、5聖者のスーツを制作して第3部に登場させるという案も存在したが、時間・予算の都合やストーリーが複雑化してしまうことなどから実現には至らなかった。

マルデヨーナ世界
天空聖者個人個人が持つ異世界。原始時代の世界、江戸の世界など、様々な世界がいくつも存在し、トラベリオンエクスプレスなどで行くことが出来る。

## キャスト
5兄妹の母・小津深雪役には、当時36歳の渡辺梓が起用されている。プロデューサーの塚田英明はかつて一緒に仕事をした渡辺をイメージして深雪のキャラクターを設定しており、「24歳の息子を持つ母親役」をオファーすることに当初は躊躇したが、当の渡辺自身が戦隊シリーズに興味を持っていたことから出演が実現した。
小津勇/ウルザード役の磯部勉は、塚田が以前に担当した時代劇に出演していた縁で起用され、当初よりウルザードの声だけでなく素面での出演も予定されていた。
スーツアクターは、『仮面ライダーアギト』以降主役仮面ライダーを演じていた高岩成二が『未来戦隊タイムレンジャー』以来となるレッド役を担当した。『百獣戦隊ガオレンジャー』以降レッド役を担当していた福沢博文はマジグリーン役を務めた。
劇場版およびテレビ版最終2話（Stage.48, Stage.49）に登場するマジエル役は当初、岡田眞澄が演じる予定だったが、劇場版のクランクイン直前に病気（食道癌）が発見されて出演を辞退し、代役として曽我町子に変更された。過去のスーパー戦隊シリーズでは悪役として出演してきた彼女だったが、13年ぶりの復帰となった本作品では曽我にとって最初で最後の味方役を演じた。しかし、曽我も劇場版クランクインの時点で既に膵癌を患っており、本作品終了から3カ月後の2006年5月に死去。本作品の最終話が最後のテレビ出演となった。

### レギュラー・準レギュラー
- 小津魁 / マジレッド - 橋本淳
- 小津翼 / マジイエロー - 松本寛也
- 小津麗 / マジブルー - 甲斐麻美
- 小津芳香 / マジピンク - 別府あゆみ
- 小津蒔人 / マジグリーン - 伊藤友樹
- 小津深雪 / マジマザー - 渡辺梓 (Stage.1,Stage.2,Stage.7,Stage.13,Stage.18,Stage.22,Stage.35,Stage.36,Stage.43 - Stage.49)
- ヒカル / マジシャイン - 市川洋介（Stage.19 - Stage.49）[注釈 7]
- ウルザードの声、小津勇 / ウルザード - 磯部勉 (Stage.1 - Stage.34,Stage.40 - Stage.49)
- 山崎由佳 - 平田薫 (Stage.5,Stage.14,Stage.25,Stage.39,Stage.40,Stage.49)
- 池田江里子 - 福岡サヤカ (Stage.10,Stage.21)
- ナイ - ホラン千秋 (Stage.2 - Stage.49)
- メア - 北神朋美 (Stage.2 - Stage.49)
- リン / 天空聖者ルナジェル - 山内明日 (Stage.15 - Stage.18,Stage.31 - Stage.34,Stage.47 - Stage.49)[注釈 8]
- 天空大聖者マジエル - 曽我町子 (Stage.48,Stage.49)
- 小津魁（10年前） - 鈴木敦也(Stage.27、36)
- 小津翼（10年前） - 小池唯我(Stage.27、36、43)
- 小津麗（10年前） - 斉藤光香(Stage.36、43)
- 小津蒔人（10年前） - 野辺平歩(Stage.27、36)

### 声の出演
- マンドラ坊や[注釈 9] - 比嘉久美子
- スモーキー - 草尾毅 (Stage.19 - Stage.49)
- 天空聖者スノウジェル - 潘恵子 (Stage.30 - Stage.49)
- 冥獣帝ン・マ - 塩野勝美 (Stage.2 - Stage.34)
- 絶対神ン・マ - 浪川大輔 (Stage.46 - Stage.49)
- ブランケン - 江川央生 (Stage.1 - Stage.18)
- バンキュリア - 渡辺美佐
- メーミィ - 高戸靖広 (Stage.19 - Stage.34)
- 冥府神スレイプニル - 梅津秀行 (Stage.35 - Stage.48)
- 冥府神ドレイク - 矢尾一樹 (Stage.35 - Stage.42)
- 冥府神ダゴン - 大塚明夫 (Stage.35 - Stage.49)
- 冥府神スフィンクス - 寺瀬今日子 (Stage.35 - Stage.47, Stage.49)
- 冥府神ゴーゴン - 田中敦子 (Stage.35 - Stage.40)
- 冥府神ティターン - 小形満 (Stage.35 - Stage.46)
- 冥府神ワイバーン - 佐々木望 (Stage.35 - Stage.46)
- 冥府神トード - 平野正人 (Stage.35 - Stage.44)
- 冥府神サイクロプス - 置鮎龍太郎 (Stage.35 - Stage.38)
- 冥府神イフリート - 稲田徹 (Stage.35,Stage.36)
- 冥府兵ゾビル、冥府伍長ハイゾビル - 塩野勝美、穴井勇輝
- 呪文音声、ナレーション - 玄田哲章

### ゲスト
- 少女 - 松本梨菜（Stage.1）、味野和明日架（Stage.4）
- レポーター - 水島よう子（Stage.1）
- 父親 - 三村幸司（Stage.4）
- 母親 - 水月優希（Stage.1）、はやしだみき（Stage.4）
- 映画監督 - 佐渡稔（Stage.8）
- 女優 - 西島未智（Stage.8）
- テツヤ - 五十嵐元（Stage.15、Stage.29）
- 幼い蒔人 - 池田稜馬（Stage.15）
- 幼い芳香 - 上野一舞（Stage.15）
- 牧師 - イアンムーア（Stage.15）
- 高校生 - 沖佳苗（Stage.15）、下田由香（Stage.15）
- OL - 小島美穂（Stage,20）
- 小池幸太 - 田辺季正（Stage.23、Stage.24）
- クロノジェルの思いを宿せし山の声 - 野田圭一（Stage.24）
- かつらを盗まれる人 - ジーコ内山（Stage.25）
- 小津麗（10年前） - 岡室穂香(Stage.27)
- 小津芳香（10年前） - 大島一紗(Stage.27)
- 引っ越し業者 - 芝崎昇、宇田川新、平田実（Stage.27）
- 間宮レイ - 岡田茉奈（Stage.28）
- 小津蒔人（15年前） - 五十畑哉耶(Stage.32、33)
- 小津魁（15年前） - 松本昴徳(Stage.33)
- 小津翼（15年前） - 関優貴(Stage.33)
- 小津麗（15年前） - 上原理彩(Stage.33)
- 小津芳香（15年前） - 西堀真央(Stage.33)
- 小津芳香（10年前） - 堀ノ内美月(Stage.36)
- 翼に道を尋ねる女性 - シェリー・スゥエニー（Stage.37）
- タカアキ - 滝口幸広（Stage.39）
- ヒロフミ - 中村康介（Stage.39）
- 茜 - 寉岡瑞希(Stage.41、Stage.42)
- 茜の父 - 平尾仁（Stage.41、Stage.42）
- 茜の母 - 麻生侑里(Stage.41、Stage.42）
- おじいさん - 村上幹夫（Stage.47）
- おばあさん - 泉よし子（Stage.47）

### スーツアクター
- マジレッド[出典 1]、マジフェニックス[20][21]、冥府神ゴーゴン[22][23] - 高岩成二
- マジレッド[24][18] - 羽賀亮洋
- マジイエロー[出典 2]、冥府神[22]（ワイバーン[28]） - 今井靖彦
- マジブルー[出典 3]、マジマーメイド[31] - 野川瑞穂
- マジピンク[出典 4]、マジフェアリー[31] - 小野友紀
- マジグリーン[出典 5]、マジタウロス[33]、ルナジェル[15][33]、冥府神ティターン[出典 6]、マジレッド（第1話・第2話代役）[37] - 福沢博文
- マジシャイン[出典 7]、サンジェル[15][39]、ブランケン[出典 8]、冥府神[22]（ドレイク[28][23]、ティターン[36]） - 岡元次郎
- マジマザー[15][42]、メーミィ[15]、ライジェル[15]、冥府神[22]（サイクロプス[43]、スフィンクス（代役）[22]） - 蜂須賀祐一
- スモーキー[15][29]、冥府神[22]（ダゴン[28]）、冥獣ミミック[44] - 竹内康博
- ルナジェル[45]、スノウジェル[出典 9]、スモーキー（代役）[29] - 神尾直子
- ウルザード[15][16]、ウルザードファイヤー[46][47]、ウルケンタウロス（上半身）[48]、ブレイジェル[46][47]、冥府神[22]（スレイプニル[28]、サイクロプス[23]） - 日下秀昭
- バンキュリア[15][16]、マジマーメイド[49] - 大林勝
- 冥府兵ゾビル[22]、冥獣[22]、冥府神スフィンクス[22]、冥府神ゴーゴン（代役）[22] - 中川素州
- 冥府神[22][23]（トード[50]） - 縄田雄哉
- 冥府神ティターン[36] - 伊藤慎
- ウルケンタウロス（下半身）[48] - 村岡弘之
- その他 - 三住敦洋、本間崇寛、梛野素子、横山和博、岩上弘数、南博男、杉原明、宮崎高春、谷村祐司

## スタッフ
チーフプロデューサーは前作に続いて塚田英明。メインライターには前川淳が初めて起用された。サブライターには、前作から続投の荒川稔久、横手美智子に加え、新たに大和屋暁が参加した。
監督陣はメインの渡辺勝也他、前作に比べ特に布陣に変化はないが、劇場版の監督を竹本昇が初めて手掛けている。
音楽担当には、前々作『爆竜戦隊アバレンジャー』において「羽田健太郎 with Healthy Wings」のメンバーとして参加した山下康介を、単独で初起用。単独の音楽担当としてはシリーズ最初にして最年少であった。
デザインワークスには11年振りに篠原保が起用され、マーチャンダイジング関連を除く大半のデザインを担当した。前作より参加し、一部のアリエナイザーデザインも手がけていた松井大は本作品ではプロップ（小道具）デザインのみに留まっている。
- 原作 - 八手三郎
- 連載 - テレビマガジン、てれびくん
- プロデュース - シュレック・ヘドウィック（テレビ朝日）、塚田英明・宇都宮孝明（東映）、矢田晃一（東映エージェンシー）
- 制作統括 - 鈴木武幸
- 脚本 - 前川淳、荒川稔久、横手美智子、大和屋暁
- 監督 - 渡辺勝也、中澤祥次郎、竹本昇、鈴村展弘
- 音楽 - 山下康介
- プロデューサー補 - 泉谷裕
- 撮影 - 松村文雄、大沢信吾
- 助監督 - 息邦夫、安養寺工、加藤弘之、南光、荒川史絵
- アクション監督 - 石垣広文（ジャパンアクションエンタープライズ）、新堀和男（レッドアクションクラブ）
- デザイン協力 - プレックス
- キャラクターデザイン - 篠原保、松井大
- 企画協力 - 企画者104
- NZユニット・OPフィルム
  - アクション監督 - 坂本浩一
  - ワイヤースタントコーディネイター - 川澄朋章
  - 撮影監督 - Gavin Stroud、Simon Riera
  - 照明 - Phil Totoro、Tommy Park
  - 特機 - Gary Illingworth
  - 助監督 - Quentin Whitwell
- 特撮 - 特撮研究所
  - 特撮スーパーバイザー - 高橋政千
  - 撮影 - 中根伸治、鈴木啓造
  - 照明 - 安藤和也、関沢陽介
  - 美術 - 松浦芳、秋山弘平
  - 操演 - 船越幹雄、中山亨
  - VFXスーパーバイザー - 足立亨
- 特撮監督 - 佛田洋
- 制作 - テレビ朝日、東映、東映エージエンシー

## 音楽
BGMはハリウッド作品のようなスケールの大きい音楽をコンセプトとし、戦隊風のロックテイストにファンタスティックなイメージを組み合わせることが試みられた。
主題歌
オープニングテーマ「魔法戦隊マジレンジャー」
作詞：岩里祐穂 / 作曲：岩崎貴文 / 編曲：京田誠一 / 歌：岩崎貴文
エンディングテーマ「呪文降臨〜マジカル・フォース」
作詞：岩里祐穂 / 作曲：YOFFY / 編曲：サイキックラバー・大石憲一郎 / 歌：Sister MAYO
前作『特捜戦隊デカレンジャー』同様、イントロ部分にミニコーナー「魔法呪文講座」が挿入されるため、テレビサイズ版はCD版とは演奏が一部異なるものとなっている。
最終回でも通常の映像が使用されており、魔法呪文講座の部分には主要キャスト6人の映像が充てられた。

挿入歌

「5人の魔法使い」（Stage3）
作詞：前川淳 / 作曲・編曲：山下康介 / 歌：マンドラ坊や（比嘉久美子）
「魔神合体! マジキング」（Stage4・12）
作詞：桑原永江 / 作曲：山下康介 / 編曲：高木洋 / 歌：遠藤正明
Stage12ではインストゥルメンタル版と併用された。
「天空界のやすらぎ」（Stage16・44）
作詞：岩里祐穂 / 作曲：杉浦篤 / 編曲：亀山耕一郎 / 歌：菊地美香
歌唱を担当した菊池は当時、（『デカレンジャー』の）ファイナルライブツアーの最中であり、寒い時期だったため、レコーディング時に風邪をひいていた。また唄い方についても「どういう気持ちで唄えばいいのか」ということを考え、塚田からは「エイミーに唄うような感じ、子守唄みたいに」というアドバイスをもらうも、『マジレンジャー』の5人や渡辺梓のイメージが抜けなかったため、最終的に自分のイメージに忠実に唄い、お話を聞かせるような感じにしたという。
「ファンタスティック! マジアクション」（Stage7）
作詞：高取ヒデアキ / 作曲・編曲：平川達也 / 歌：高取ヒデアキ
「ブラッディーフライデーナイトメア」（Stage11・19）
作詞：藤林聖子 / 作曲：IMAJO / 編曲：岩瀬聡志 / 歌：ナイ（ホラン千秋）、メア（北神朋美）
「魔導騎士ウルザード」
作詞：藤林聖子 / 作曲：山下康介 / 編曲：斉藤英夫 / 歌：山田信夫
「シング! スウィング!! スモーキー!!!」（Stage19）
作詞：横手美智子 / 作曲・編曲：山下康介 / 歌：スモーキー（草尾毅）
「シャイニング マジック マジシャイン」（Stage20）
作詞：YOFFY / 作曲：山下康介 / 編曲：亀山耕一郎 / 歌：サイキックラバー
「トラベリオン・ゴー!」（Stage21）
作詞：桑原永江 / 作曲・編曲：山下康介 / 歌：きただにひろし
「魔法のJUMON」
作詞：前川淳 / 作曲・編曲：岩崎貴文 / 歌：岩崎貴文、Sister MAYO
「Song For Magitopia」
作詞：岩里祐穂 / 作曲・編曲：山下康介 / 歌：水木一郎、串田アキラ、影山ヒロノブ
「永遠に…」（Stage28）
作詞：岩里祐穂 / 作曲・編曲：山下康介 / 歌：五條真由美
「メイク・レジェンド! マジレンジャー!!」（Stage30・31）
作詞：桑原永江 / 作曲・編曲：山下康介 / 歌：水木一郎
Stage30ではインストゥルメンタル版およびカラオケ版、Stage31ではインストゥルメンタル版と併用され、Stage32・38ではインストゥルメンタル版のみが使用された。
また、Stage30では劇中場面に合わせるため、2番～繰り返し部の伴奏に1番の歌唱部分を重ねる編集がされており、「テレビ使用バージョン」と題して音源化されている

キャラクターソング
「勇気はフェニックス」（Stage48）
作詞：桑原永江 / 作曲：菊池俊輔 / 編曲：大橋恵 / 歌：小津魁（橋本淳）
「Go! Yellow thunder」（Stage38）
作詞：藤林聖子 / 作曲：高取ヒデアキ / 編曲：籠島裕昌 / 歌：小津翼（松本寛也）
「明日への君」（Stage47）
作詞：甲斐麻美 / 作曲・編曲：吉川慶 / 歌：小津麗（甲斐麻美）
「愛の風」
作詞：別府あゆみ / 作曲・編曲：髙見優 / 歌：小津芳香（別府あゆみ）
「Mr.Green 〜地平線〜」
作詞：伊藤友樹 / 作曲：岩崎貴文、伊藤友樹 / 編曲：岩崎貴文 / 歌：小津蒔人（伊藤友樹）
「太陽 〜the power of rising sun〜」
作詞：柚木美祐 / 作曲：平川達也、SOTARO@ZZ / 編曲：平川達也 / 歌：ヒカル（市川洋介）

## 放送日程
放送回のカウントに「Stage.（話数）」の語句が用いられる他、サブタイトルのフォーマットは全篇通して「○○〜××（←呪文）〜」に統一されている。各怪人名のリンク先はモデルとなった神話の怪物など。
| 放送日         | 放送回      | サブタイトル                                      | 敵                                                                                                   | 脚本       | アクション監督    | 監督       |
| -------------- | ----------- | ------------------------------------------------- | --- | ---------- | ----------------- | ---------- |
| 2005年02月13日 | Stage.1     | 旅立ちの朝 〜マージ・マジ・マジーロ〜             | - 冥獣トロル                                                                                         | 前川淳     | 石垣広文          | 渡辺勝也   |
| 2月20日        | Stage.2     | 勇気を出して 〜マージ・マジ・マジカ〜             | - 冥獣ブロブ                                                                                         | 前川淳     | 石垣広文          | 渡辺勝也   |
| 2月27日        | Stage.3     | 魔竜に乗れ 〜マージ・ジルマ・ジンガ〜             | - 冥獣ワーム                                                                                         | 前川淳     | 石垣広文          | 中澤祥次郎 |
| 3月06日        | Stage.4     | 魔人の王様 〜マージ・ジルマ・マジ・ジンガ〜       | - 冥獣コカトリス                                                                                     | 前川淳     | 石垣広文          | 中澤祥次郎 |
| 3月13日        | Stage.5     | 恋をしようよ 〜マージ・マジーロ〜                 | - 冥獣ミミック（声 - 穴井勇輝）                                                                      | 前川淳     | 石垣広文          | 竹本昇     |
| 3月20日        | Stage.6     | 闇の覇王 〜ウーザ・ドーザ・ウル・ザンガ〜         | - | 荒川稔久   | 石垣広文          | 竹本昇     |
| 3月27日        | Stage.7     | 夢の中へ 〜ジンガ・マジーロ〜                     | - 冥獣ファンガス                                                                                     | 荒川稔久   | 石垣広文          | 渡辺勝也   |
| 4月03日        | Stage.8     | 君こそヒロイン 〜マジュナ・マジュナ〜             | - 冥獣マンティコア                                                                                   | 横手美智子 | 石垣広文          | 渡辺勝也   |
| 4月10日        | Stage.9     | 炎の友情合体 〜ジルマ・マージ・マジ・ジンガ〜     | - 冥獣トロル（2体目） - 冥獣ストーントロル                                                           | 前川淳     | 石垣広文          | 中澤祥次郎 |
| 4月17日        | Stage.10    | 花が咲いたら 〜ジルマ・マジカ〜                   | - 冥獣スペクター - プチ・エリコ（冥獣化）                                                            | 前川淳     | 石垣広文          | 中澤祥次郎 |
| 4月24日        | Stage.11    | 吸血鬼の夜 〜マジーロ・マジカ〜                   | - 冥獣リーチ                                                                                         | 横手美智子 | 石垣広文          | 竹本昇     |
| 5月01日        | Stage.12    | 決意のしるし 〜マージ・ジルマ・マジ・マジカ〜     | - | 横手美智子 | 石垣広文          | 竹本昇     |
| 5月08日        | Stage.13    | お母さんなら 〜ジンガ・マジュナ〜                 | - 冥獣オーガ                                                                                         | 前川淳     | 石垣広文          | 渡辺勝也   |
| 5月15日        | Stage.14    | 燃えろパンチ 〜ジー・ジー・ジジル〜               | - 冥獣グール                                                                                         | 荒川稔久   | 石垣広文          | 渡辺勝也   |
| 5月22日        | Stage.15    | 花嫁の兄 〜ジルマ・マジ・マジュナ〜               | - 冥獣スケルトン                                                                                     | 横手美智子 | 石垣広文          | 鈴村展弘   |
| 5月29日        | Stage.16    | 門の鍵 〜ウザーラ・ウガロ〜                       | - バンキュリア強化体                                                                                 | 前川淳     | 石垣広文          | 鈴村展弘   |
| 6月05日        | Stage.17    | 優しさはいらない 〜ウーザ・ドーザ・ウル・ウガロ〜 | - 冥獣 ガーゴイル - 凱力大将ブランケン                                                               | 荒川稔久   | 石垣広文          | 竹本昇     |
| 6月12日        | Stage.18    | 力を合わせて 〜マージ・ジルマ・ジー・ジンガ〜     | - 冥獣 ガーゴイル - 凱力大将ブランケン                                                               | 荒川稔久   | 石垣広文          | 竹本昇     |
| 7月03日        | Stage.19    | 魔法のランプ 〜メーザ・ザザレ〜                   | - | 横手美智子 | 石垣広文          | 中澤祥次郎 |
| 7月10日        | Stage.20    | キスしてケロ 〜ゴール・ゴル・ゴルディーロ〜       | - 冥獣人グレムリン ガリム（声 - 松野太紀）                                                           | 前川淳     | 石垣広文          | 中澤祥次郎 |
| 7月17日        | Stage.21    | 魔法特急で行こう 〜ゴー・ゴー・ゴルディーロ〜     | - 冥獣人ベヒモス ベルダン（声 - 梁田清之）                                                           | 横手美智子 | 石垣広文          | 渡辺勝也   |
| 7月24日        | Stage.22    | 京都でデート? 〜ルーマ・ゴルド〜                  | - 冥獣人ニンジャ キリカゲ（声 - 土田大）                                                             | 荒川稔久   | 石垣広文          | 渡辺勝也   |
| 8月07日        | Stage.23    | 禁断の魔法 〜ロージ・マネージ・マジ・ママルジ〜   | - 冥獣人インキュバス ベルビレジ（声 - 緑川光） - 冥獣スパイダー                                      | 荒川稔久   | 石垣広文          | 鈴村展弘   |
| 8月14日        | Stage.24    | 先生として 〜ゴル・ゴル・ゴジカ〜                 | - 冥獣人インキュバス ベルビレジ（声 - 緑川光） - 冥獣スパイダー                                      | 荒川稔久   | 石垣広文          | 鈴村展弘   |
| 8月21日        | Stage.25    | 盗まれた勇気 〜ジルマ・マジ・マジーロ〜           | - 冥獣人シーフ ガストン（声 - 龍田直樹）                                                             | 横手美智子 | 石垣広文          | 中澤祥次郎 |
| 8月28日        | Stage.26    | 信じろよ! 〜ジルマ・ジー・マジカ〜                | - 冥獣人ハーピー ピーウィー（声 - 松本さち）                                                         | 横手美智子 | 石垣広文          | 中澤祥次郎 |
| 9月04日        | Stage.27    | 俺たちの絆 〜マジーネ・マジーネ〜                 | - 冥獣人サムライ シチジューロー（声 - 中村秀利）                                                     | 荒川稔久   | 石垣広文          | 渡辺勝也   |
| 9月11日        | Stage.28    | 永遠に… 〜ジルマ・マジ・マジ・マジーネ〜          | - 冥獣人セイレーン ネリエス（声 - 勝生真沙子）                                                       | 前川淳     | 石垣広文          | 渡辺勝也   |
| 9月18日        | Stage.29    | くり返す「あれ?」 〜ジー・マジ・マジーロ〜        | - 冥獣人コボルト ブルラテス（声 - 青野武） - 冥獣人イエティ ズィー（声 - 遊佐浩二） - イーブルアイス | 横手美智子 | 石垣広文          | 鈴村展弘   |
| 9月25日        | Stage.30    | 伝説の力 〜マージ・マジ・マジ・マジーロ〜         | - 冥獣人コボルト ブルラテス（声 - 青野武） - 冥獣人イエティ ズィー（声 - 遊佐浩二） - イーブルアイス | 横手美智子 | 石垣広文          | 鈴村展弘   |
| 10月02日       | Stage.31    | 凄まじき魔神 〜マージ・ジルマ・ゴル・ジンガジン〜 | - 冥獣人コボルト ブルラテス - 冥機ゴーレム                                                           | 荒川稔久   | 石垣広文          | 竹本昇     |
| 10月09日       | Stage.32    | 父の言葉 〜マージ・ジルマ・ゴル・ゴジカ〜         | - 冥菌獣モールド - ハイモールド                                                                      | 大和屋暁   | 石垣広文          | 竹本昇     |
| 10月16日       | Stage.33    | インフェルシアへ 〜マージ・ゴル・マジカ〜         | - 合体冥獣人キマイラ（声 - 三浦祥朗、二木静美、福原耕平） - 魔導神官メーミィ                         | 横手美智子 | 石垣広文          | 中澤祥次郎 |
| 10月23日       | Stage.34    | 勇気の絆 〜ゴール・ゴル・ゴルド〜                 | - 合体冥獣人キマイラ（声 - 三浦祥朗、二木静美、福原耕平） - 魔導神官メーミィ                         | 横手美智子 | 石垣広文          | 中澤祥次郎 |
| 10月30日       | Stage.35    | 神々の谷 〜マジ・マジ・ジジル〜                   | - 冥府十神                                                                                           | 前川淳     | 石垣広文          | 鈴村展弘   |
| 11月06日       | Stage.36    | 神罰執行 〜マージ・ゴル・ゴジカ〜                 | - 冥府神イフリート                                                                                   | 前川淳     | 石垣広文          | 鈴村展弘   |
| 11月13日       | Stage.37    | 狙い撃ち 〜ゴル・マージ〜                         | - 冥府神サイクロプス                                                                                 | 大和屋暁   | 石垣広文          | 竹本昇     |
| 11月20日       | Stage.38    | アニキとの約束 〜ゴー・マジーロ〜                 | - 冥府神サイクロプス                                                                                 | 大和屋暁   | 石垣広文          | 竹本昇     |
| 11月27日       | Stage.39    | あべこべ姉弟 〜マジュナ・ジルマ〜                 | - 冥府神ゴーゴン                                                                                     | 横手美智子 | 石垣広文          | 中澤祥次郎 |
| 12月04日       | Stage.40    | 蛇女の庭 〜マジーネ・ルルド〜                     | - 冥府神ゴーゴン                                                                                     | 横手美智子 | 石垣広文          | 中澤祥次郎 |
| 12月11日       | Stage.41    | 先生の先生 〜ゴール・ゴル・マジュール〜           | - 冥府神ドレイク                                                                                     | 前川淳     | 石垣広文          | 渡辺勝也   |
| 12月18日       | Stage.42    | 対決!二極神 〜ゴール・ルーマ・ゴル・ゴンガ〜      | - 冥府神ドレイク                                                                                     | 前川淳     | 石垣広文          | 渡辺勝也   |
| 12月25日       | Stage.43    | 茨の園 〜マジ・マジ・ゴジカ〜                     | - 冥府神トード                                                                                       | 荒川稔久   | 石垣広文          | 竹本昇     |
| 2006年01月08日 | Stage.44    | 母さんの匂い 〜ジルマ・ジルマ・ゴンガ〜           | - 冥府神トード                                                                                       | 荒川稔久   | 石垣広文          | 竹本昇     |
| 1月15日        | Stage.45    | 二人はともだち 〜ジー・ゴル・マジュナ〜           | - 冥府神ティターン - 冥府神ワイバーン                                                                | 大和屋暁   | 石垣広文 新堀和男 | 中澤祥次郎 |
| 1月22日        | Stage.46    | 湖へ向かえ 〜ゴール・ゴル・ゴル・ゴルディーロ〜   | - 冥府神ティターン - 冥府神ワイバーン                                                                | 大和屋暁   | 石垣広文          | 中澤祥次郎 |
| 1月29日        | Stage.47    | 君にかける魔法 〜ルルド・ゴルディーロ〜           | - 冥府神スフィンクス                                                                                 | 横手美智子 | 石垣広文 新堀和男 | 渡辺勝也   |
| 2月05日        | Stage.48    | 決戦 〜マジ・マジュール・ゴゴール・ジンガジン〜   | - 冥府神スレイプニル - 冥府神ダゴン                                                                  | 横手美智子 | 石垣広文 新堀和男 | 渡辺勝也   |
| 2月12日        | Final Stage | 伝説への帰還 〜マージ・マジ・マジェンド〜         | - 冥府神ダゴン - 絶対神ン・マ                                                                        | 前川淳     | 石垣広文 新堀和男 | 渡辺勝也   |

## 評価
玩具は変身アイテム「マージフォン」が前作の変身アイテム「SPライセンス」比210%という好セールスを打ち出し、当初は前年の『特捜戦隊デカレンジャー』を上回る勢いだったが、「DX伝説合神マジレジェンド」などの年末商戦での販売不振により結果的に『特捜戦隊デカレンジャー』のキャラクター収入・116億円に対し、108億円と売り上げが下回った。

## ネット局
| 対象地域       | 放送局           | 備考               |
| -------------- | ---------------- | ------------------ |
| 関東広域圏     | テレビ朝日       | 制作局             |
| 北海道         | 北海道テレビ     |                    |
| 青森県         | 青森朝日放送     |                    |
| 岩手県         | 岩手朝日テレビ   |                    |
| 宮城県         | 東日本放送       |                    |
| 秋田県         | 秋田朝日放送     |                    |
| 山形県         | 山形テレビ       |                    |
| 福島県         | 福島放送         |                    |
| 新潟県         | 新潟テレビ21     |                    |
| 富山県         | 北日本放送       | 日本テレビ系列     |
| 石川県         | 北陸朝日放送     |                    |
| 福井県         | 福井テレビ       | フジテレビ系列     |
| 山梨県         | 山梨放送         | 日本テレビ系列     |
| 長野県         | 長野朝日放送     |                    |
| 静岡県         | 静岡朝日テレビ   |                    |
| 中京広域圏     | 名古屋テレビ     |                    |
| 近畿広域圏     | 朝日放送         | 現：朝日放送テレビ |
| 島根県・鳥取県 | 山陰中央テレビ   | フジテレビ系列     |
| 広島県         | 広島ホームテレビ |                    |
| 山口県         | 山口朝日放送     |                    |
| 徳島県         | 四国放送         | 日本テレビ系列     |
| 香川県・岡山県 | 瀬戸内海放送     |                    |
| 愛媛県         | 愛媛朝日テレビ   |                    |
| 高知県         | テレビ高知       | TBS系列            |
| 福岡県         | 九州朝日放送     |                    |
| 長崎県         | 長崎文化放送     |                    |
| 熊本県         | 熊本朝日放送     |                    |
| 大分県         | 大分朝日放送     |                    |
| 宮崎県         | 宮崎放送         | TBS系列            |
| 鹿児島県       | 鹿児島放送       |                    |
| 沖縄県         | 琉球朝日放送     |                    |

## 他媒体展開

### 他テレビシリーズ
『海賊戦隊ゴーカイジャー』
第1話に全員が、第2・3話に魁が、それ以降不定期にマジレンジャーの大いなる力としてマジドラゴンが、第50話に由佳が、最終話に芳香が登場。
『手裏剣戦隊ニンニンジャー』
忍びの38に加藤・クラウド・八雲（アオニンジャー）のイギリス時代の師匠（臨時講師）として、翼が登場。

### 劇場版
『魔法戦隊マジレンジャー THE MOVIE インフェルシアの花嫁』
本作品の単独作品。
『ゴーカイジャー ゴセイジャー スーパー戦隊199ヒーロー大決戦』
『海賊戦隊ゴーカイジャー』と『天装戦隊ゴセイジャー』をメインとしたクロスオーバー作品。ウルザードファイヤー、マジマザー、冥府兵ゾビル、ダゴン、サイクロプス、イフリート、マジキングが登場。
『海賊戦隊ゴーカイジャー THE MOVIE 空飛ぶ幽霊船』
『海賊戦隊ゴーカイジャー』の単独作品。冥府兵ゾビルが登場。
『海賊戦隊ゴーカイジャーVS宇宙刑事ギャバン THE MOVIE』
『海賊戦隊ゴーカイジャー』と『宇宙刑事ギャバン』をメインとした作品。バンキュリアが登場。
『仮面ライダー×スーパー戦隊 スーパーヒーロー大戦』
スーパー戦隊シリーズと仮面ライダーシリーズのクロスオーバー作品。初期メンバー、スレイプニル、ドレイク、ダゴン、サイクロプスが登場。
『特命戦隊ゴーバスターズVS海賊戦隊ゴーカイジャー THE MOVIE』
『特命戦隊ゴーバスターズ』と『海賊戦隊ゴーカイジャー』をメインとした作品。マジキングがバスターヘラクレスが豪快チェンジした姿で登場。
『仮面ライダー×スーパー戦隊 超スーパーヒーロー大戦』
スーパー戦隊シリーズと仮面ライダーシリーズのクロスオーバー作品。マジレッドが登場。
機界戦隊ゼンカイジャー THE MOVIE 赤い戦い! オール戦隊大集会!!
『機界戦隊ゼンカイジャー』の劇場作品。マジレッドが登場。

### Vシネマ
『魔法戦隊マジレンジャーVSデカレンジャー』
本作品と『特捜戦隊デカレンジャー』とのクロスオーバー作品。
『轟轟戦隊ボウケンジャーVSスーパー戦隊』
『轟轟戦隊ボウケンジャー』をメインとしたクロスオーバー作品。マジレッド（アカレッドの二段変身）、マジイエロー / 翼、マジシャイン / ヒカル、スモーキー、メーミィが登場。

### 児童誌特製DVD・CD
『魔法戦隊マジレンジャー スペシャルDVD「大公開!黄金（ゴールド）グリップフォンの超魔法〜ゴル・ゴール・ゴー・ゴー〜」』
講談社の児童誌『テレビマガジン』『たのしい幼稚園』『おともだち』の合同企画として応募者全員にプレゼントされたオリジナルDVD。登場人物は魁、ヒカル、マンドラ坊やと深雪そっくりの女神。「ゴールドグリップフォン」と「シルバーマージフォン」が登場し、魁がゴールドグリップフォンでマジシャインに変身する。本物のマジシャインはマントを羽織っているのに対し、魁シャインの方は首に赤いスカーフを巻いている。ストーリーはイソップ童話の「金の斧」がモチーフ。
「ゴールドグリップフォン」は作中には未登場であるが、玩具は「DX魔法鉄神トラベリオン」とのセット版が、トイザらスにて限定販売された。通常のグリップフォンの玩具とは異なり、音声ギミックがヒカル役の市川の声による呪文詠唱に変更されている。
キャスト
- 小津魁 - 橋本淳
- ヒカル - 市川洋介
- マンドラ坊やの声 - 比嘉久美子
- 女神 - 渡辺梓

スーツアクター
- マジレッド / 魁シャイン - 高岩成二
- マジシャイン - 岡元次郎
- 竹内康博

スタッフ
- 監督 - 渡辺勝也
- 原作 - 八手三郎
- 脚本 - 荒川稔久
- アクション監督 - 石垣広文
- 製作・発行 - 講談社
- 制作協力 - 東映
- ビデオ制作 - 東映ビデオ

『スーパー戦隊&プリキュアシリーズ魔法戦隊マジレンジャー&ふたりはプリキュアMax Heart おたのしみおやくそくCD』
『おともだち』2005年9月号特別付録。魁と翼の二人が『ふたりはプリキュアMax Heart』の美墨なぎさ（キュアブラック）・雪城ほのか（キュアホワイト）と共演するドラマCD。
『魔法戦隊マジレンジャー&ふたりはプリキュアMax Heart お正月おたのしみハッピーCD』
『テレビマガジン』『たのしい幼稚園』『おともだち』2006年2月号特別付録。魁と蒔人の二人が『ふたりはプリキュアMax Heart』のなぎさ・ほのかと共演するドラマCD。岩崎貴文と五條真由美の歌う「マジプリおうえんか」など、このCDでしか聴けない歌も収録されている。

### ネット配信
『ヒーローママ☆リーグ』
2018年5月13日配信。小津芳香/マジピンクが登場。

## CS放送・ネット配信
CS放送
- 東映チャンネル
  - 2014年11月 - 2015年4月
  - 2017年2月 - 7月（いずれも「スーパー戦隊ワールド」枠）

ネット配信
- 東映特撮 YouTube Official
  - 2014年5月5日 - 10月24日
  - 2017年4月7日 - 9月29日
  - 2021年9月26日 - 2022年3月13日
- 東映特撮ニコニコおふぃしゃる
  - 2023年9月29日 - 2025年2月28日
    - 第37話配信翌日の2024年6月8日から、第38話の配信日である12月13日まで中断期間あり[注釈 18]。

## トピックス
- 2005年8月20日開催のオリックス・バファローズvs北海道日本ハムファイターズのプロ野球公式戦（大阪ドーム）にゲスト出演。これはオリックス・仰木彬監督の采配が「仰木マジック」といわれていることでの魔法（マジック）つながりで、また本作品の映画化上映記念のイベントの一環として実現したものである。当日会場ではマジレンジャーのメンバーが試合前・試合中の様々なアトラクションに出演して盛り上げた。
- 前作『特捜戦隊デカレンジャー』最終回に引き続き、本作品でもテレビシリーズ最終回の最後の提供コールにおいてバトンタッチ的な映像が流れており、本作品ではマジレッドが次作『轟轟戦隊ボウケンジャー』のボウケンレッドと各々の変身アイテムである携帯電話で通信を交わすという演出が取られた。
- 2006年5月初旬に戦隊メンバーを演じた俳優たちによって「マジレンジャー卒業式」が行われた。
- 作中で5兄妹が付けているペンダント（ペンダントトップはそれぞれのエレメントをモチーフにした色・形になっており、金具部分に本作品のタイトルロゴのものと同じ「M」の文字が浮き上がっている）は、クリスタル製品で有名なスワロフスキー社製のビーズを使用しており、2005年7月より受注生産品の「マジペンダント」として通販されていた[56]。
- 日本テレビの情報番組『ザ!情報ツウ』（2005年8月26日放送分）に、劇場版の宣伝として変身前の役者6人がVTR出演、異例の他局進出を果たした[57]。

## 映像ソフト化
いずれも発売元は東映ビデオ。DVDの急速な普及に伴い、VHSビデオ（セル・レンタル共通）の発売は本作品をもって終了し、次作『轟轟戦隊ボウケンジャー』以降の作品からはセル・レンタルともにDVDのみの展開に移行した。
- ビデオ（VHS、セル、レンタル共通）は、2005年8月から2006年7月にかけて全12巻（各巻4話（最終巻のみ5話）収録）がリリースされた。
- DVDは2005年8月5日から2006年7月21日にかけて全12巻がリリースされた。収録内容はビデオ版と同じ。
- この他ビデオ・DVD共通で、2005年5月21日から7月21日にかけてテレビシリーズの再編集版が「HEROクラブ」より全2巻リリースされた。